# 西殿橋
西殿橋（にしどのはし）は、福島県南相馬市原町区にある道路橋である。

## 概要
- 全長：103.2m
- 幅員：8.7m
- 竣工：1961年[1]

西殿橋側道橋
- 全長：113.1m
  - 主径間：43.4m

- 幅員：2.5m
- 形式：3径間PCポステン単純T桁橋
- 竣工：2004年

原町区中心市街地の北側を流れる二級水系新田川を渡り、福島県道74号原町海老相馬線を通す。南詰は原町区錦町3丁目、北詰は上高平字川原に位置する。現在の橋は1961年に架け替えられたもので、橋上は上下対向2車線で供用されており、上流側に歩道用の側道橋が架けられている。

## 沿革
- 1917年4月 - 全長82m、幅員3.6mの橋梁が架けられる。[3]
- 1961年 - 従来の橋梁の下流側に現在の橋梁へと架け替えられる。
- 2004年 - 歩道幅員が狭小であったため西殿橋側道橋が上流側に架けられる。総工費は1億5800万円。

## 周辺
- 西殿公園
- 原町中央青果市場

## 隣の橋
（上流側）新田川橋梁（JR常磐線） - 西殿橋 - 新桜井橋（国道6号）（下流側）